# Free Zone
Pour plus de détails, voir Fiche technique et Distribution.
Free Zone (אזור חופשי), est un film israélo-franco-hispano-belge réalisé par Amos Gitaï, sorti en 2005.

## Synopsis
Rebecca est une Américaine qui vit à Jérusalem depuis quelques mois et qui vient de rompre avec son fiancé. Elle monte dans le taxi d'Hanna, une Israélienne. Mais celle-ci doit aller en Jordanie, dans la zone démilitarisée (en anglais, « free zone »), récupérer une grosse somme d'argent que leur doit l'Américain, l'associé de son mari. Rebecca la convainc de l'emmener avec elle. Quand elles arrivent dans la zone, Leila, une Palestinienne leur explique que l'Américain n'est pas là et que l'argent a disparu…

## Fiche technique
- Titre : Free Zone
- Réalisation : Amos Gitaï
- Scénario : Amos Gitaï et Marie-Jose Sanselme
- Pays d'origine : Israël
- Format : Couleurs - 1,85:1 - Dolby - 35 mm
- Genre : Comédie dramatique
- Durée : 90 minutes
- Date de sortie : 2005

## Distribution
- Natalie Portman (VF : Sylvie Jacob) Rebecca
- Hanna Laslo : Hanna Ben Moshe
- Hiam Abbass : Leila
- Carmen Maura : madame Breitberg
- Makram Khoury (VF : Benoît Allemane) : Samir "l'américain"
- Aki Avni : Julio
- Uri Klauzner : Moshe Ben Moshe
- Liron Levo : garde frontière
- Tomer Russo : garde frontière

Le cinéaste Amos Gitai et les actrices Hana Laszlo et Natalie Portman sur l'ensemble des Free Zone en 2005.

- Adnan Tarabshi : propriétaire de la station service
- Shredi Jabarin : Walid
- Kobi Lieber : narrateur

## Distinctions

### Récompense
- Prix d'interprétation féminine du Festival de Cannes pour Hanna Laslo.

### Nominations
- 2005 : Palme d'or au 58e Festival de Cannes
- 2005 : Grand Prix au 58e Festival de Cannes
- 2005 : Prix du jury au 58e Festival de Cannes
- 2005 : Prix de la mise en scène au 58eFestival de Cannes
- 2005 : Prix de l'Éducation nationale au 58eFestival de Cannes